# 邵武府
邵武府，明朝设置的府。

邵武府在福建省的位置（1820年）

洪武元年（1368年）改邵武路为邵武府。治所在邵武县（今福建省邵武市）。下辖：邵武县（今福建省邵武市）、光泽县（今福建省光泽县）、泰宁县（今福建省泰宁县）、建宁县（今福建省建宁县）共4县。在福建省西北部。清朝沿置，民国二年（1913年）废除。

## 延伸阅读
[在维基数据编辑]
 《欽定古今圖書集成·方輿彙編·職方典·邵武府部》，出自陈梦雷《古今圖書集成》